# 三星堆金杖
三星堆金杖，又名金手杖、古蜀金杖、商金杖，或直接簡稱金杖，是中國四川省三星堆遗址出土的文物，三星堆遗址一号祭祀坑出土。列入"第三批禁止出境展览文物目录"。全长1.42米，直径为2.3厘米，用捶打好的金箔包卷在木杖上，金杖的木质部分在出土前已经已炭化，压扁变形。金杖一端刻有图案。

## 圖集

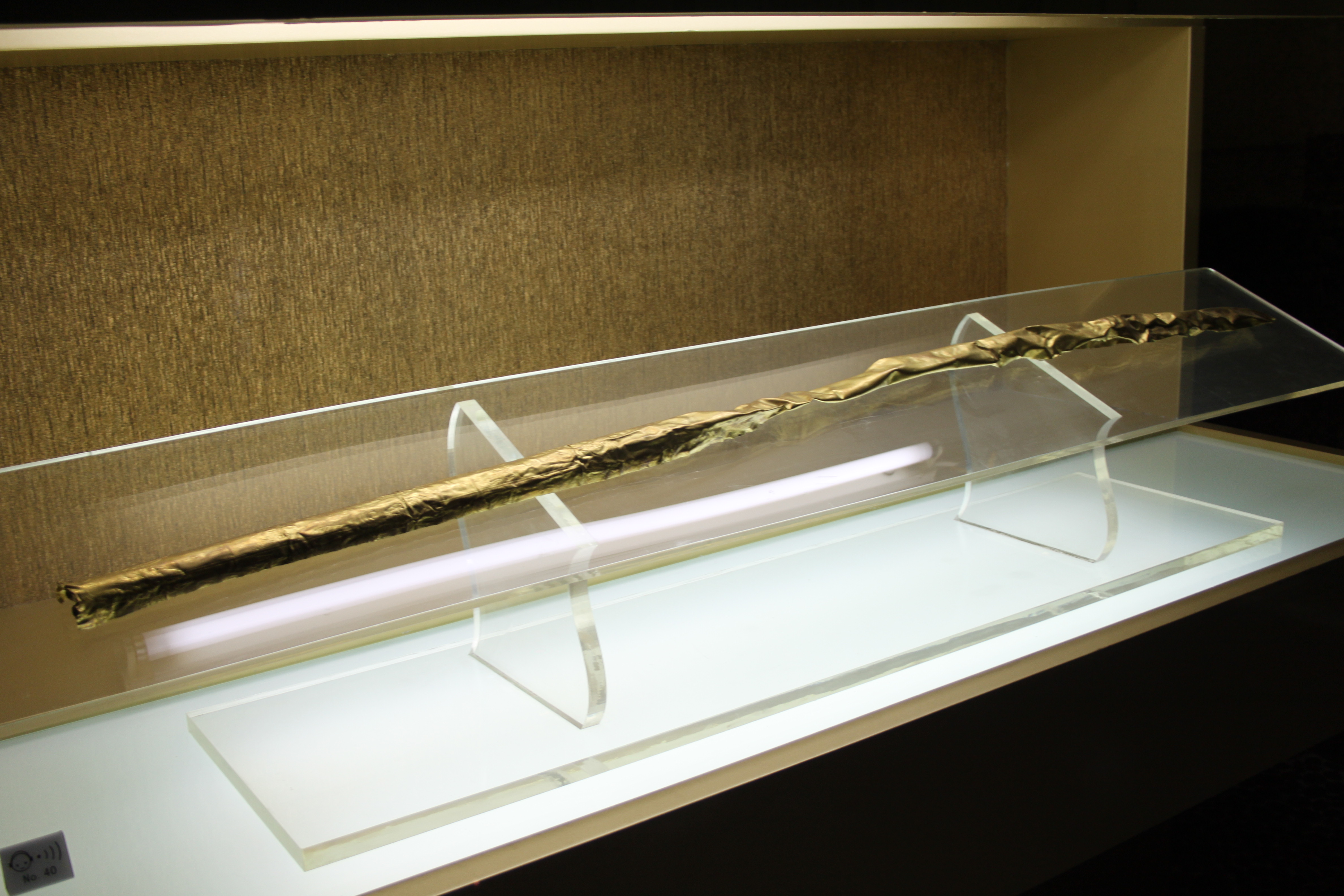
權杖金皮
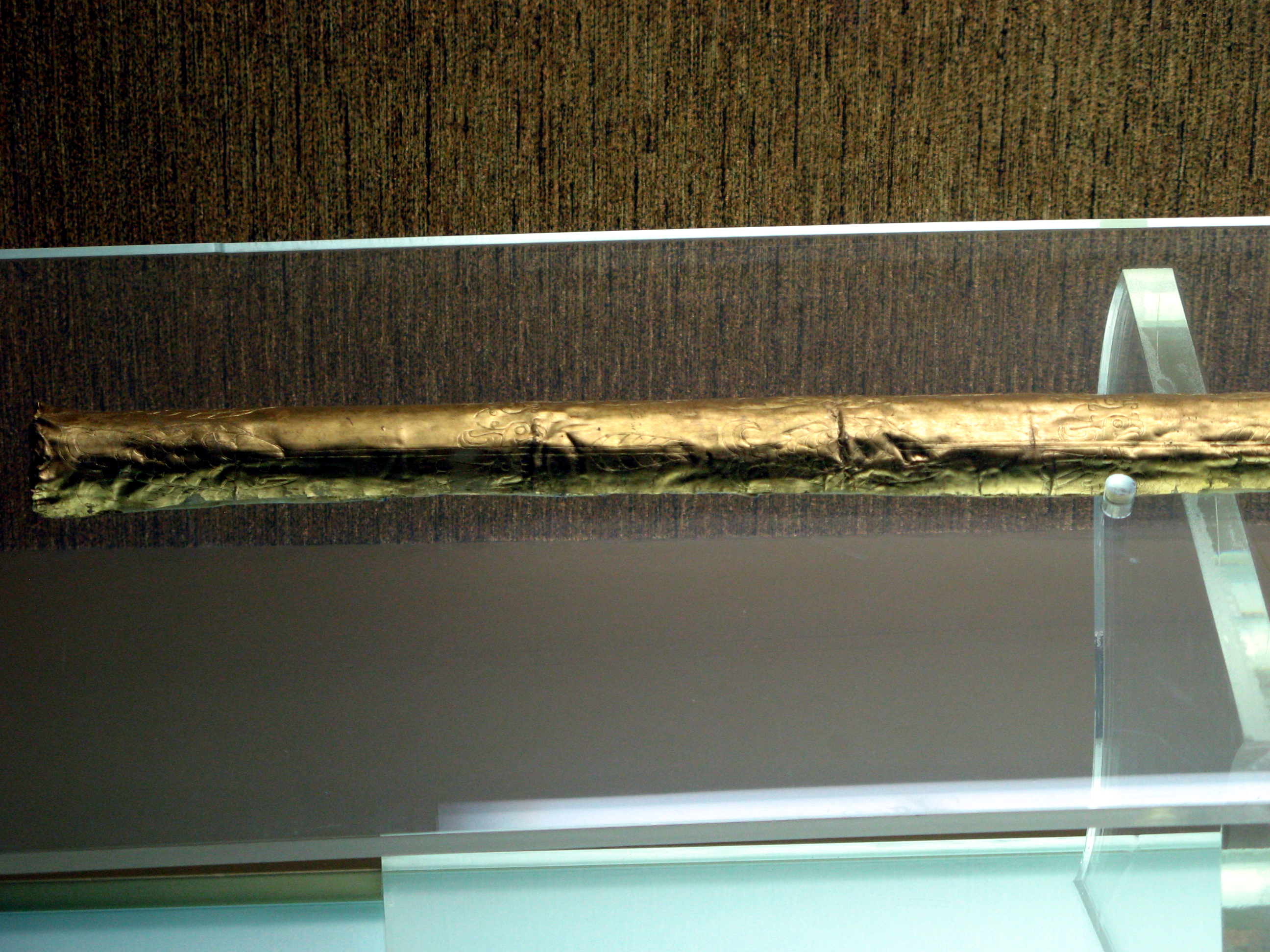
金皮細部
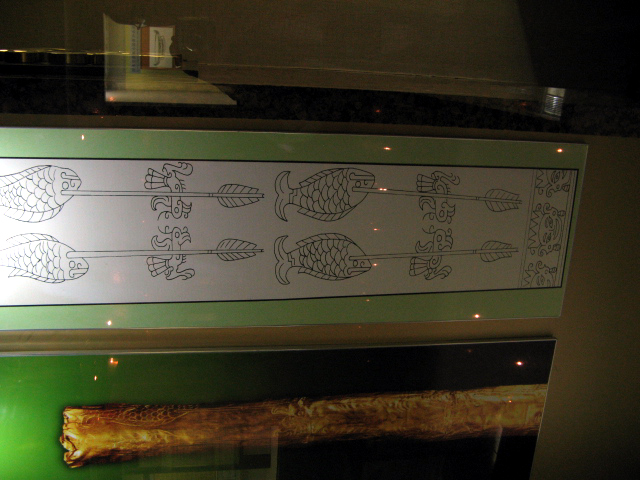
金皮魚、鳥、箭及人物頭像紋飾